# Poncins
Pour les articles homonymes, voir Poncins (homonymie).
Poncins [pɔ̃sɛ̃] est une commune française située dans le département de la Loire en région Auvergne-Rhône-Alpes.
Les habitants de Poncins sont les Poncinois et Poncinoises.

## Géographie

### Situation

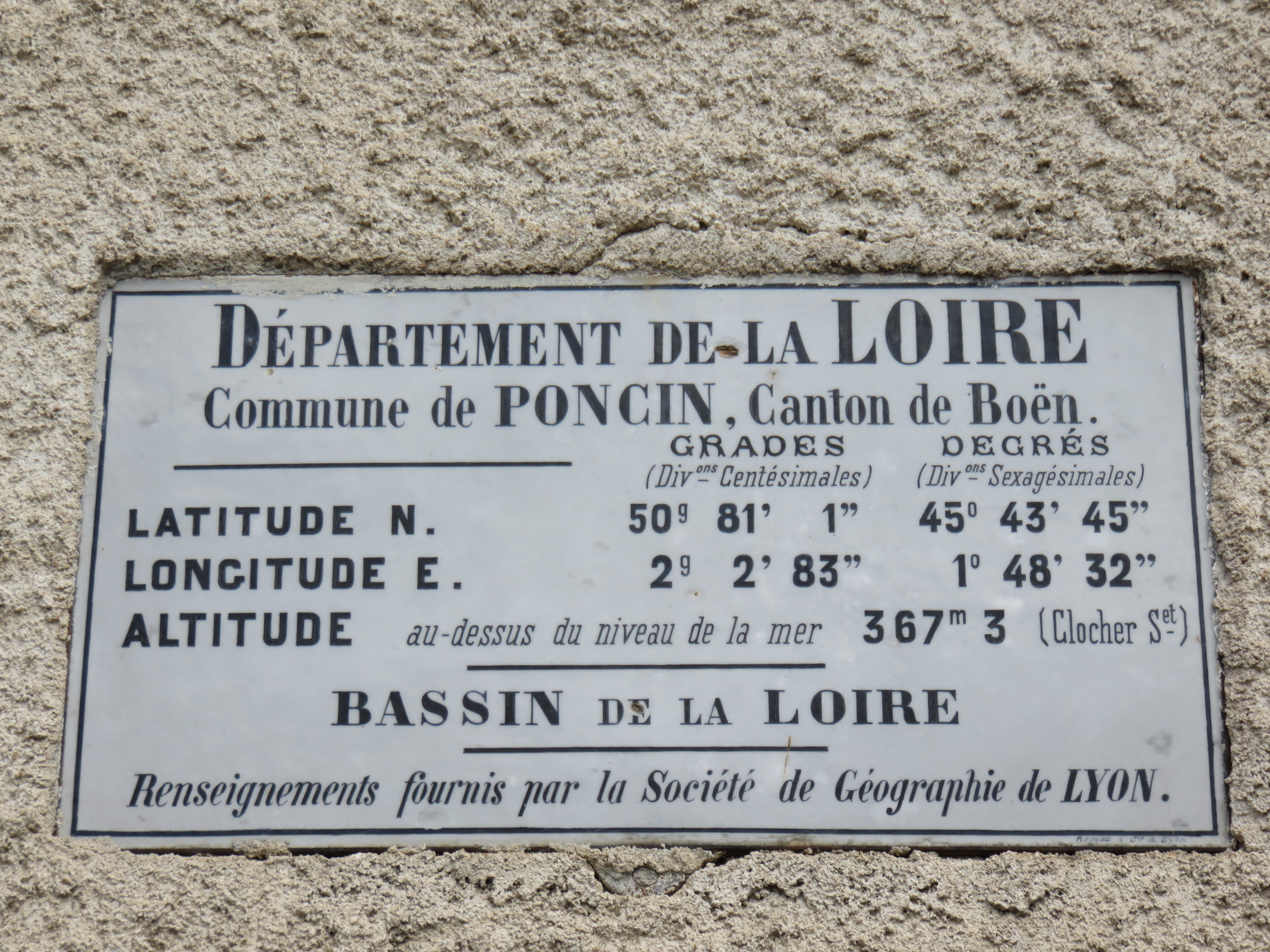
Plaque de situation géographique.

Village situé au centre de la plaine du Forez, Poncins est situé au confluent du Vizézy et du Lignon du Forez.
Sa sous-préfecture Montbrison est à 17 km sud-sud-ouest, et sa préfecture Saint-Étienne à 46 km sud.
Son territoire est très majoritairement occupé par des exploitations agricoles.

### Communes limitrophes
| Saint-Étienne-le-Molard | Sainte-Foy-Saint-Sulpice | Cleppé   |
| Montverdun              | Poncins                  | Feurs    |
| Mornand-en-Forez        |                          | Chambéon |

### Climat
Pour des articles plus généraux, voir Climat d'Auvergne-Rhône-Alpes et Climat de la Loire.
En 2010, le climat de la commune est de type climat océanique dégradé des plaines du Centre et du Nord, selon une étude du Centre national de la recherche scientifique s'appuyant sur une série de données couvrant la période 1971-2000. En 2020, Météo-France publie une typologie des climats de la France métropolitaine dans laquelle la commune est exposée à un climat de montagne ou de marges de montagne et est dans la région climatique Nord-est du Massif Central, caractérisée par une pluviométrie annuelle de 800 à 1 200 mm, bien répartie dans l’année.
Pour la période 1971-2000, la température annuelle moyenne est de 10,7 °C, avec une amplitude thermique annuelle de 16,7 °C. Le cumul annuel moyen de précipitations est de 702 mm, avec 8,5 jours de précipitations en janvier et 6,6 jours en juillet. Pour la période 1991-2020, la température moyenne annuelle observée sur la station météorologique de Météo-France la plus proche, « Feurs », sur la commune de Feurs à 5 km à vol d'oiseau, est de 12,1 °C et le cumul annuel moyen de précipitations est de 650,3 mm,. Pour l'avenir, les paramètres climatiques de la commune estimés pour 2050 selon différents scénarios d'émission de gaz à effet de serre sont consultables sur un site dédié publié par Météo-France en novembre 2022.

## Urbanisme

### Typologie
Au 1er janvier 2024, Poncins est catégorisée commune rurale à habitat dispersé, selon la nouvelle grille communale de densité à sept niveaux définie par l'Insee en 2022.
Elle est située hors unité urbaine. Par ailleurs la commune fait partie de l'aire d'attraction de Feurs, dont elle est une commune de la couronne,. Cette aire, qui regroupe 16 communes, est catégorisée dans les aires de moins de 50 000 habitants,.

### Occupation des sols
L'occupation des sols de la commune, telle qu'elle ressort de la base de données européenne d’occupation biophysique des sols Corine Land Cover (CLC), est marquée par l'importance des territoires agricoles (70,8 % en 2018), en diminution par rapport à 1990 (74,4 %). La répartition détaillée en 2018 est la suivante : 
prairies (32,9 %), zones agricoles hétérogènes (28,5 %), forêts (26,1 %), terres arables (9,5 %), zones urbanisées (3 %). L'évolution de l’occupation des sols de la commune et de ses infrastructures peut être observée sur les différentes représentations cartographiques du territoire : la carte de Cassini (XVIIIe siècle), la carte d'état-major (1820-1866) et les cartes ou photos aériennes de l'IGN pour la période actuelle (1950 à aujourd'hui).

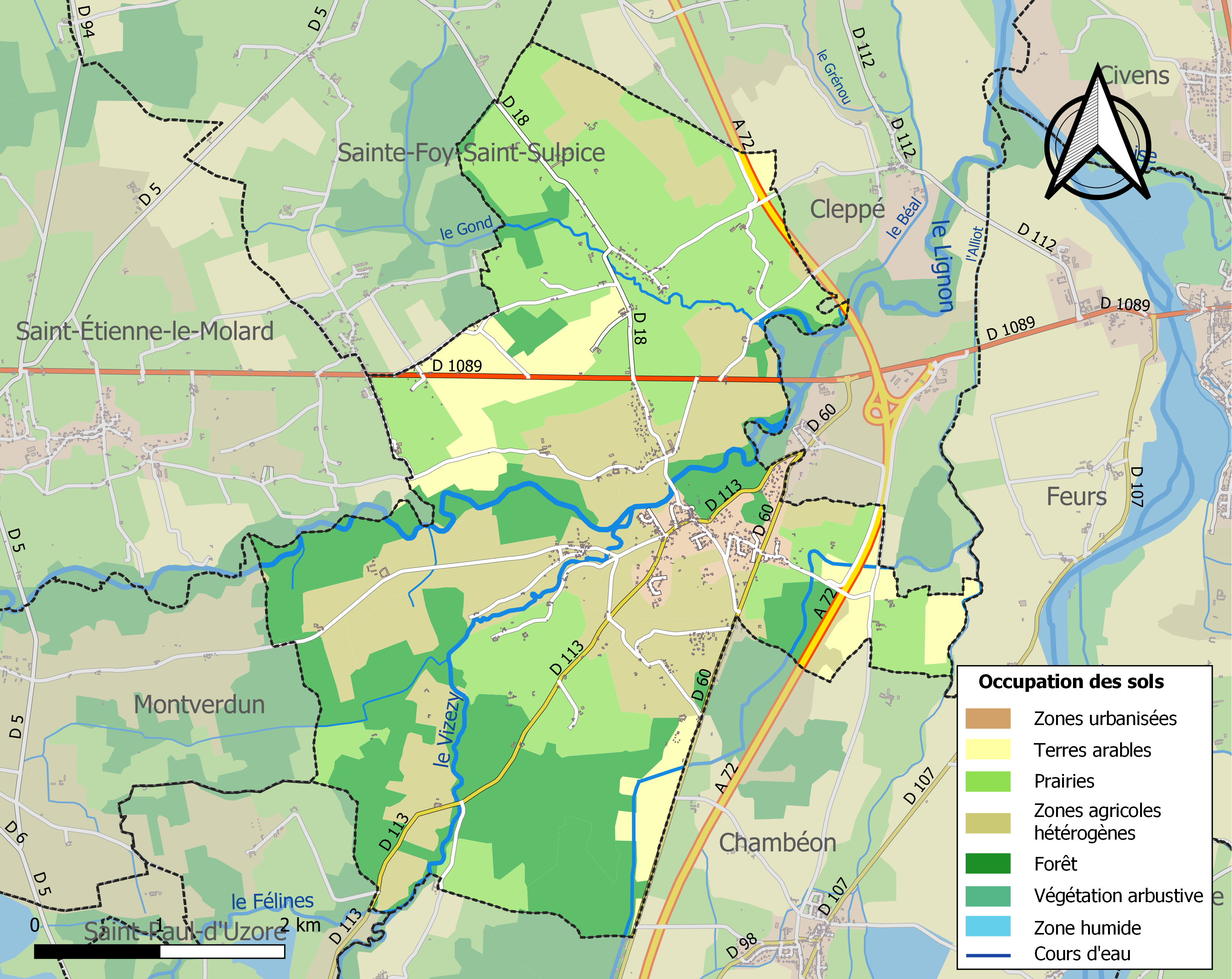
Carte des infrastructures et de l'occupation des sols de la commune en 2018 (CLC).

## Histoire

### Protohistoire et Antiquité
Historiquement, Le Lignon, plus ou moins aligné avec la Loise en rive droite de la Loire, a servi de passage transect est-ouest sur la plaine du Forez et au-delà. 
La voie Bolène, grand axe de circulation menant de Lyon à l'Aquitaine, passait la Loire à Feurs par un gué et se dirigeait ensuite sur Poncins. Avant d'arriver au village actuel, elle se tournait vers le sud-ouest et suivait le trajet repris par la D60 qui fait la limite de commune avec Chambéon, passant par « la Pierre » selon Faure (probablement le hameau les Pierre), puis à l'Orme Premier sur Chambéon. 

Pendant la Tène (deuxième âge du fer), un village existe à Goincet, au bord du Gond (avant-dernier affluent du Lignon, en rive gauche) à 1,7 km nord-nord-ouest du bourg de Poncins et 4 km en rive gauche (côté ouest) de la Loire.
Ce village est similaire à celui existant à Feurs à la même période. Mais Goincet est délaissé avec l'arrivée de la période antique, tandis que le village sur Feurs prospère et devient sous Auguste (27 av. J.-C. à 14 apr. J.-C.) la capitale des Ségusiaves — leur capitale précédente n'est pas connue.
Dans les années 1980, des prospections aériennes ont révélé des enclos
On trouve des vestiges gallo-romains sur la commune.

### Moyen-Âge
Poncins apparaît comme  paroisse depuis 984.[réf. nécessaire]

## Politique et administration

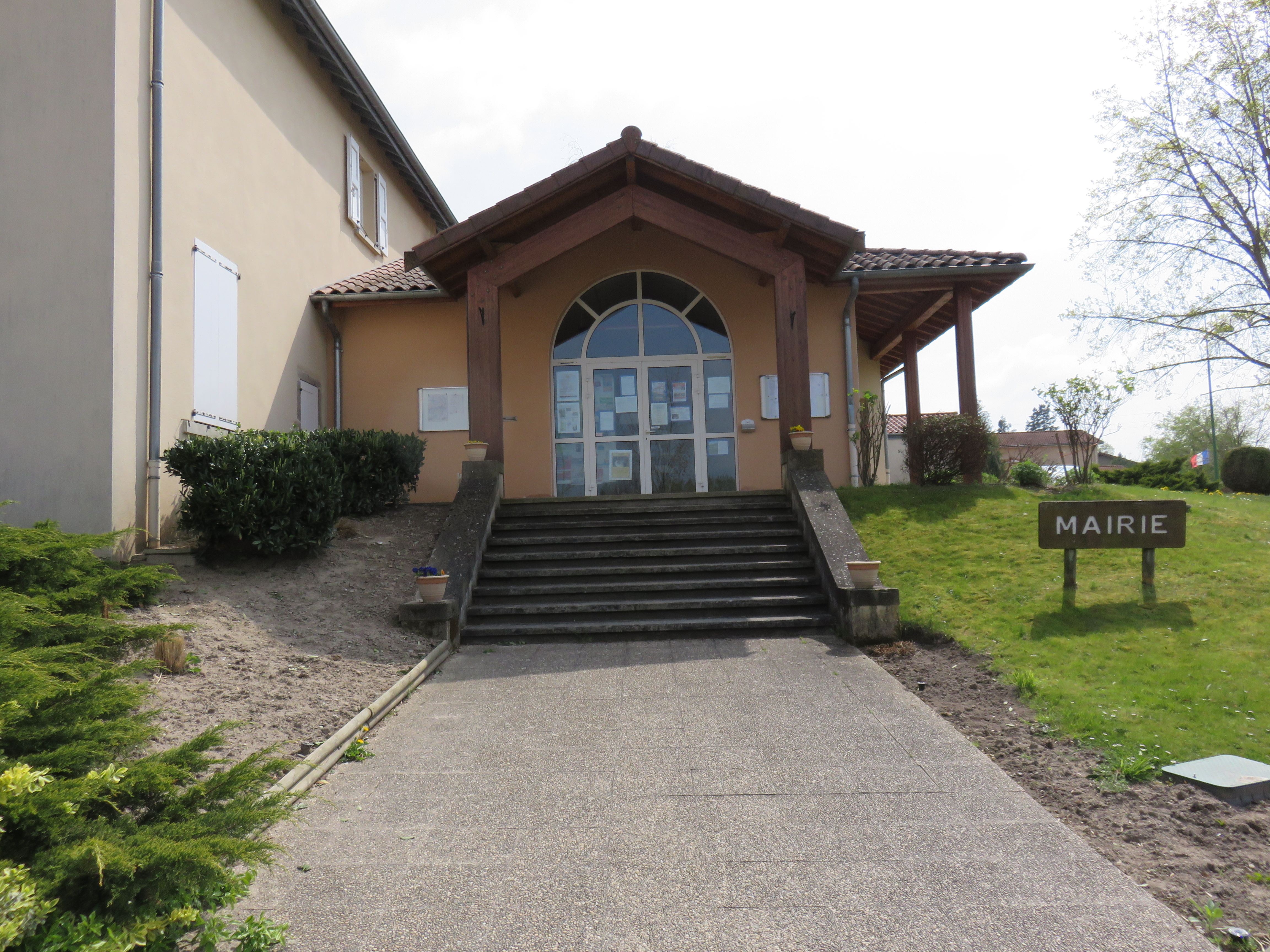
Mairie de Poncins

| Période                                  | Période   | Identité          | Étiquette | Qualité |
| ---------------------------------------- | --------- | ----------------- | --------- | ------- |
| Les données manquantes sont à compléter. |           |                   |           |         |
| 1925                                     | 1932      | Pierre Verd       |           |         |
| 1935                                     | 1938      | Jean Chenevard    |           |         |
| 1940                                     | 1944      | Joseph Pagnon     |           |         |
| 1944                                     | 1953      | Bonnafay          |           |         |
| 1953                                     | 1957      | Claude Beau       |           |         |
| 1957                                     | 1989      | Antoine Pépin     |           |         |
| 1989                                     | juin 2024 | Julien Duché      | DVG       |         |
| juin 2024                                | En cours  | Maryline Cheminal | DVG       |         |

## Démographie
L'évolution du nombre d'habitants est connue à travers les recensements de la population effectués dans la commune depuis 1793. Pour les communes de moins de 10 000 habitants, une enquête de recensement portant sur toute la population est réalisée tous les cinq ans, les populations de référence des années intermédiaires étant quant à elles estimées par interpolation ou extrapolation. Pour la commune, le premier recensement exhaustif entrant dans le cadre du nouveau dispositif a été réalisé en 2007.

En 2022, la commune comptait 1 268 habitants, en évolution de +20,42 % par rapport à 2016 (Loire : +1,32 %, France hors Mayotte : +2,11 %).
| 1793 | 1800 | 1806 | 1821 | 1831 | 1836 | 1841 | 1846 | 1851 |
| ---- | ---- | ---- | ---- | ---- | ---- | ---- | ---- | ---- |
| 445  | 531  | 531  | 531  | 560  | 619  | 628  | 704  | 675  |

| 1856 | 1861 | 1866 | 1872 | 1876 | 1881 | 1886 | 1891 | 1896 |
| ---- | ---- | ---- | ---- | ---- | ---- | ---- | ---- | ---- |
| 707  | 712  | 906  | 842  | 835  | 908  | 920  | 918  | 915  |

| 1901 | 1906 | 1911 | 1921 | 1926 | 1931 | 1936 | 1946 | 1954 |
| ---- | ---- | ---- | ---- | ---- | ---- | ---- | ---- | ---- |
| 890  | 916  | 964  | 745  | 716  | 735  | 681  | 592  | 601  |

| 1962 | 1968 | 1975 | 1982 | 1990 | 1999 | 2006 | 2007 | 2012 |
| ---- | ---- | ---- | ---- | ---- | ---- | ---- | ---- | ---- |
| 582  | 579  | 546  | 632  | 679  | 754  | 826  | 836  | 955  |

| 2017  | 2022  | - | - | - | - | - | - | - |
| ----- | ----- | - | - | - | - | - | - | - |
| 1 097 | 1 268 | - | - | - | - | - | - | - |

Village traditionnellement agricole, le choix des administrations locales successives fut de développer la capacité d'accueil résidentielle : Aujourd'hui, la majorité des habitants travaille dans des communes extérieures : Feurs, Montbrison et même Saint-Étienne.

## Culture et patrimoine

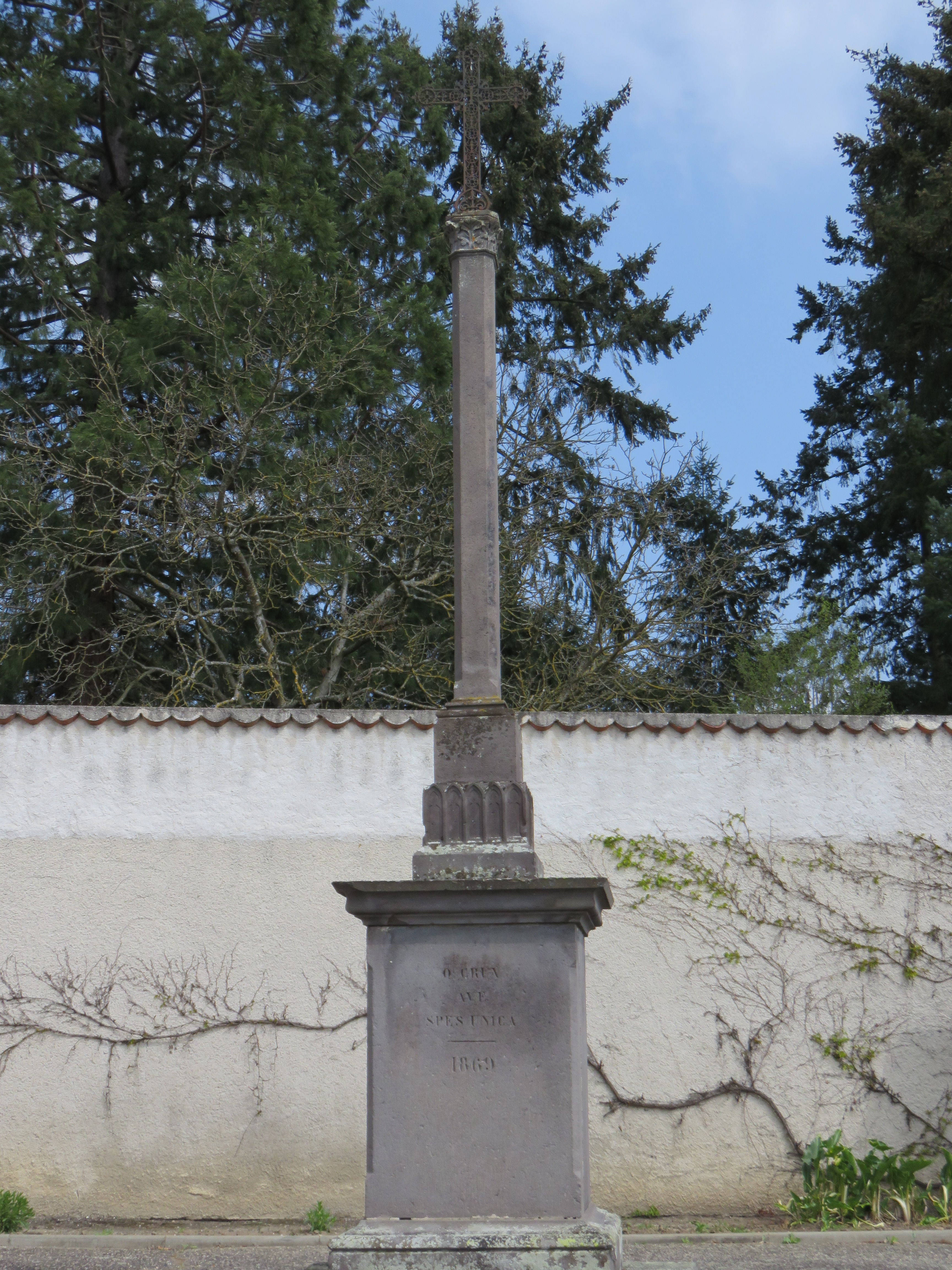
Croix de mission de 1869

### Lieux et monuments
L'église du village, consacrée à saint Laurent, revue entièrement au XIXe siècle, garde un élément extrêmement intéressant : elle est l'une des très rares en France à avoir gardé un clocher en bois. Son chœur est du XIIIe, son abside du XVe.

### Personnalités liées à la commune
- Charles Joseph Beauverie (1839-1923), artiste peintre, graveur et illustrateur de l'École de Barbizon, y est mort. Il s'installe à Poncins en 1888 et y meurt.
- Marguerite Gonon (1914-1996), résistante, historienne et chercheuse du CNRS, auteur de nombreux travaux concernant notamment le Forez. Elle passe une partie de son enfance à Poncins, d'où la famille de sa mère est originaire.

### Blasonnement
|  | Les armoiries de Poncins se blasonnent ainsi : D’or à la bande ondée d’azur chargée d’un ombre [poisson] d’argent nageant dans le sens de la bande, accompagnée à senestre de deux cerises tigées et feuillées et à dextre de trois cerises tigées, le tout au naturel. |